# Paul Zopf

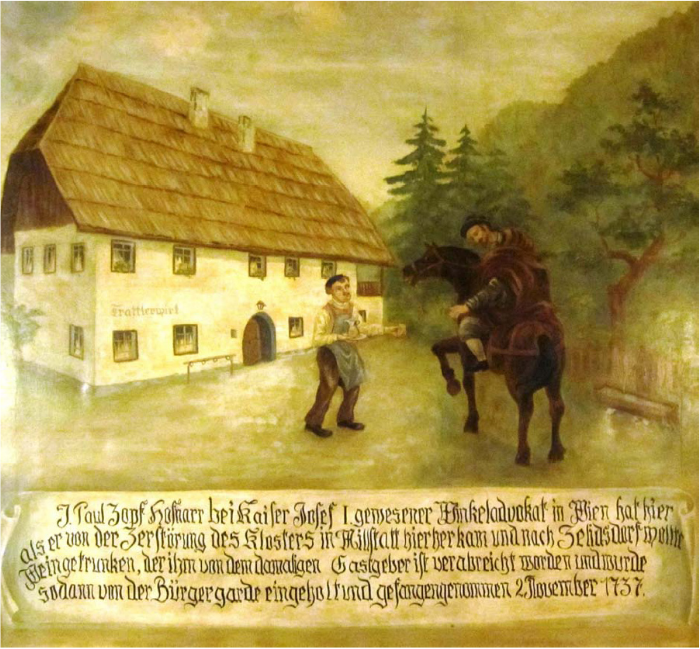
Paul Zopf vor dem Trattlerhof

Joseph Paul Zopf (* im 17. oder 18. Jahrhundert; † 1738) war ein österreichischer Hofnarr, Winkeladvokat und Landfriedensbrecher.

## Geschichte
Joseph Paul Zopf spielte eine Rolle im Millstätter Bauernaufstand gegen die Jesuiten. Im Herbst 1600 gelangte die Gegenreformationskommission nach Oberkärnten. 1500 Millstätter leisteten damals den Religionseid, zwei wanderten aus. Von dieser Zeit an blieben die Jesuiten in Millstatt und versuchten in der Umgebung den Katholizismus zu bewahren. Offenbar trieben sie auch hohe Abgaben ein. Deshalb, so ist in einem alten Bericht zu lesen, fand eine Begebenheit statt, die beweise, „wie auch hier allein der irregeleitete gemeine Haufe für Augenblicke sich vergessen, nie aber an der Treue gegen seinen Landesfürsten im Mindesten brüchig wurde, wenn ihn die Stimme seiner Vorgesetzten zur Besinnung zurückrief.“
Die Bauern nämlich, von Missernten und harter Behandlung durch die Obrigkeit geplagt, wandten sich zunächst im Jahr 1728 mit einem Beschwerdeschreiben an Kaiser Karl VI., in dem sie sich über ungerechte Forderungen beklagten. 1730 wiederholten sie diesen Versuch, 1735 folgte eine weitere Beschwerde beim Landeshauptmann von Kärnten. Es wurden zwar jeweils Untersuchungen zugesagt und auch durchgeführt, aber nicht zur Zufriedenheit der Einwohnerschaft. Schließlich wandten sich die Bauern im Amt Kleinkirchheim an den Juristen Dr. Plasge oder Plaschge aus Klagenfurt und ließen eine neue Denkschrift aufsetzen. 1737 wurden drei Abgesandte an den Hof geschickt, die mit diesem Schreiben erneut auf die Missstände hinweisen sollten.
Diesen wurde auch zugesagt, dass eine Kommission sich der Sache annehmen würde. Sie gerieten dann aber an den Wiener Winkeladvokaten Zopf, der sich, bevor die zugesagte Kommission überhaupt tätig werden konnte, gegenüber den Bauernvertretern als kaiserlicher Bevollmächtigter ausgab und ihnen ein gefälschtes Schreiben übergab, in dem ihnen die Plünderung der Jesuitenresidenz in Millstatt und die Vertreibung der Bewohner vorgeschlagen wurde.
Daraufhin überfielen am 2. November 1737 etwa 300 Bauern die Klosteranlage, nahmen Gefangene, plünderten und brandschatzten. Bereits am 4. November allerdings erschienen die bewaffneten Bürger von Spittal, um den Jesuiten zu Hilfe zu eilen, was ihnen auch unschwer gelang, da die aufständischen Bauern „sich zu sehr in den Kellern wohl befunden hatten“ und beinahe wehrlos waren.
Zopf selbst hatte sich mit 3000 geraubten Gulden davongemacht. Eine Einkehr im Trattlerhof, einer Schänke in Untertschern, wurde ihm aber zum Verhängnis: Der Wirt Kaspar Grayer ließ durch seinen Nachbarn Hans Trättnig den Landrichter verständigen. Trättnig hatte im Gegensatz zu Grayer an dem Überfall auf die Jesuiten teilgenommen, wurde aber wegen seiner Mithilfe bei der Ergreifung Zopfs und der Rückgabe des Diebesgutes begnadigt.
Am 18. Juli 1738 wurde das Urteil über Zopf und weitere Hauptbeteiligte des Überfalls auf das Kloster gesprochen. Zopf sollte, wie zwei weitere Rädelsführer, nach „Deutschen Reichsgesetzen“ enthauptet werden, sein Kopf „zur ewigen Warnung“ in einem eisernen Käfig auf einer Säule ausgestellt werden. Der Klagenfurter Advokat verlor sein Amt und musste eine Geldstrafe zahlen, andere Beteiligte wurden mit Landesverweis, Bergwerksarbeit, Verpflichtung zum Schadensersatz etc. bestraft. Unterdessen kümmerte sich die zugesagte Zivilkommission um die Missstände, die dem Kaiser gemeldet worden waren. Obwohl Zopf durch die Fälschung des Briefes und seine vorgespiegelte Rolle das „crimen falsi“ begangen hatte, wurde er nicht der Majestätsbeleidigung angeklagt, wie dies in ähnlich gelagerten Fällen häufig stattgefunden hatte. Angela Rustemeyer meint in ihrem Werk Dissens und Ehre: „Offensichtlich war der Hof spätestens seit dem zweiten Viertel des 18. Jahrhunderts daran interessiert, Unterschichtenrevolten nicht unnötig [...] aufzuwerten.“ Sowohl Maria Theresia als auch besonders deren Sohn Joseph II. hätten versucht, „die positive Beziehung der Bauern zum Kaiser zu betonen und deutlich zwischen Aufruhr gegen unmittelbare Herrschaften und Majestätsbeleidigungen zu unterscheiden.“ Der Umgang mit Zopfs Streich wäre demnach ein frühes Zeugnis für diese Haltung.
Im mittlerweile zum Hotel umgebauten Trattlerhof erinnert ein Wandgemälde an die Einkehr Zopfs im Jahr 1737. Es befand sich zunächst an der Hauswand, wurde aber im Zuge einer Umgestaltung des Hauses im 20. Jahrhundert in die sogenannte Zopfstube verlegt. Das Bild zeigt im Hintergrund das Wirtshaus, gekennzeichnet durch die Aufschrift „Trattlerwirt“. Davor eilt der blaubeschurzte Wirt, dem Gast das gewünschte Getränk und etwas zu essen zu reichen. Zopf sitzt im Sattel eines Pferdes und ist offenbar im Begriffe, gleich weiterzureiten. Die Bildunterschrift lautet: „J. Paul Zopf Hofnarr bei Kaiser Joseph I. gewesener Winkeladvokat in Wien hat hier als er von der Zerstörung des Klosters in Millstatt hierherkam und nach Zedlitzdorf wollte Wein getrunken, der ihm von dem damaligen Gastgeber ist verabreicht worden und wurde sodann von der Bürgergarde eingeholt und gefangengenommen 2. November 1737.“